# Čierna
Čierna (in ungherese Ágcsernyő) è un comune della Slovacchia facente parte del distretto di Trebišov, nella regione di Košice.